# Däuren Tūrsağūlov
Däuren Beisenğazyūly Tūrsağūlov (in kazako Дәурен Бейсенғазыұлы Тұрсағұлов?; Aâköz, 16 gennaio 1996) è un giocatore di calcio a 5 kazako.

## Carriera
Nonostante il vasto repertorio tecnico, la carriera di Tūrsağūlov fu inizialmente limitata dall'imponente stazza del calcettista: arrivato a pesare 92 chili a soli 22 anni, quando si trasferì al Qairat fu obbligato a seguire una dieta ferrea per raggiungere un peso forma di 74 chili.  L'8 aprile 2017 ha debuttato nella nazionale maschile di calcio a 5 del Kazakistan nel corso dell'incontro valido per le qualificazioni al campionato europeo vinto per 3-0 contro la Macedonia. Con la selezione cosacca, Tūrsağūlov ha partecipato a due edizioni della Coppa del Mondo e ad altrettanti campionati europei.

## Palmarès
- Campionato kazako: 5
Qairat: 2018-2019, 2019-2020, 2020-2021, 2021-2022, 2022-2023